# Ари Астер
Ари Астер (на английски: Ari Aster) е американски филмов режисьор. Известен е с хорър филмите си, които често включват черен хумор, сюрреализъм и насилие. Сценарист и режисьор е на филмите „Наследствено“ (2018), „Мидсомар“ (2019) и Beau Is Afraid (2023) като всичките са издадени от A24.
Роден е в еврейско семейство през 1985 година в Ню Йорк, като майка му е поет, а баща му джаз музикант. Като дете семейството му за кратко живее в Англия, където баща му отваря джаз клуб в Честър. Впоследствие се завръщат в САЩ и Ари прекарва детството си в Албакърки, Ню Мексико. Първоначално желанието му е да бъде писател и се насочва към киното чрез драматургията.
Първият му филм „Наследствено“ (2018), който жъне голям успех в боксофиса, разказва за вещерски способности, предавани от поколение на поколение. Вторият му филм, който излиза само година по-късно – „Мидсомар“ (2019), изследва сектантска общност в Швеция. Към 2025 година режисира филма Eddington, който е съвременен уестърн с участието на Хоакин Финикс, Педро Паскал и Ема Стоун.
От юни 2020 година става член на Академията за филмово изкуство и наука.

## Филмография
| Година | Филм           | Бележки                    |
| ------ | -------------- | -------------------------- |
| 2018   | Наследствено   | също сценарист             |
| 2019   | Мидсомар       | също сценарист             |
| 2023   | Beau Is Afraid | също сценарист и продуцент |
| 2025   | Едингтън       | също сценарист и продуцент |